# Jennifer Syme
Jennifer Maria Syme (7 de diciembre de 1972 - 2 de abril de 2001) fue una actriz y asistente personal estadounidense. 

## Biografía
Syme nació en Pico Rivera, California, donde vivió hasta los dieciocho años. Poco después de mudarse a Los Ángeles, consiguió un papel para trabajar con el director David Lynch. Syme tuvo algunos papeles menores en el cine, incluida una parte en Lost Highway de Lynch. Más tarde se unió al personal de un sello musical. También fue asistente personal de Dave Navarro de Jane's Addiction y, más tarde, de Red Hot Chili Peppers. 
El 24 de diciembre de 1999 dio a luz, luego de ocho meses de gestación, a Ava Archer Syme-Reeves, su hija con el actor Keanu Reeves. La niña nació muerta. La tensión ejercida en la relación por el dolor de la pérdida resultó en la ruptura varias semanas después.

### Muerte
El 1 de abril de 2001, Syme asistió a una fiesta en la casa del músico Marilyn Manson. Después de ser conducida a casa por una de las personas de la fiesta, poco antes del amanecer, ella salió de su casa, según los informes, para regresar a la fiesta. En la mañana del 2 de abril, Syme condujo su Jeep Grand Cherokee 1999 y choco contra una fila de autos estacionados en Cahuenga Boulevard en Los Ángeles. Fue expulsada parcialmente del vehículo y murió al instante. Syme tenía 28 años. Syme está enterrada junto a su hija en el cementerio Westwood Village Memorial Park en Los Ángeles.
Una investigación sobre la colisión concluyó que Syme no llevaba puesto el cinturón de seguridad y estaba en estado de ebriedad en ese momento. Los informes también declararon que la policía encontró dos billetes de dólar enrollados que contenían una sustancia blanca y en polvo, dos botellas de medicamentos recetados, un relajante muscular y un anticonvulsivo. La madre de Syme le dijo a la policía que su hija estaba buscando tratamiento para el dolor de espalda y la depresión solo unos días antes de su muerte.

### Repercusiones
En homenaje a la memoria de Syme, David Lynch le dedicó la película Mulholland Drive de 2001.
En abril de 2002, la madre de Syme, Maria St. John, demandó a Marilyn Manson por muerte injusta por darle a Syme "varias cantidades de una sustancia ilegal controlada" y por "instruir a [Syme] a operar un vehículo motorizado en su condición de incapacitada". Poco después de que se presentó la demanda, Manson emitió una declaración negando la responsabilidad por la muerte de Syme, declarando que la demanda fue "completamente sin mérito".

## Filmografía

### Actriz
- Carretera perdida (1997)
- Ellie Parker (2005; crédito póstumo)

### Asistente de producción
- Hotel Room (1 episodio, 1993)
- Carretera perdida (1997)